# Gluphisia danieli
Gluphisia danieli är en fjärilsart som beskrevs av Kobes 1970. Gluphisia danieli ingår i släktet Gluphisia och familjen tandspinnare. Inga underarter finns listade i Catalogue of Life.

## Bildgalleri

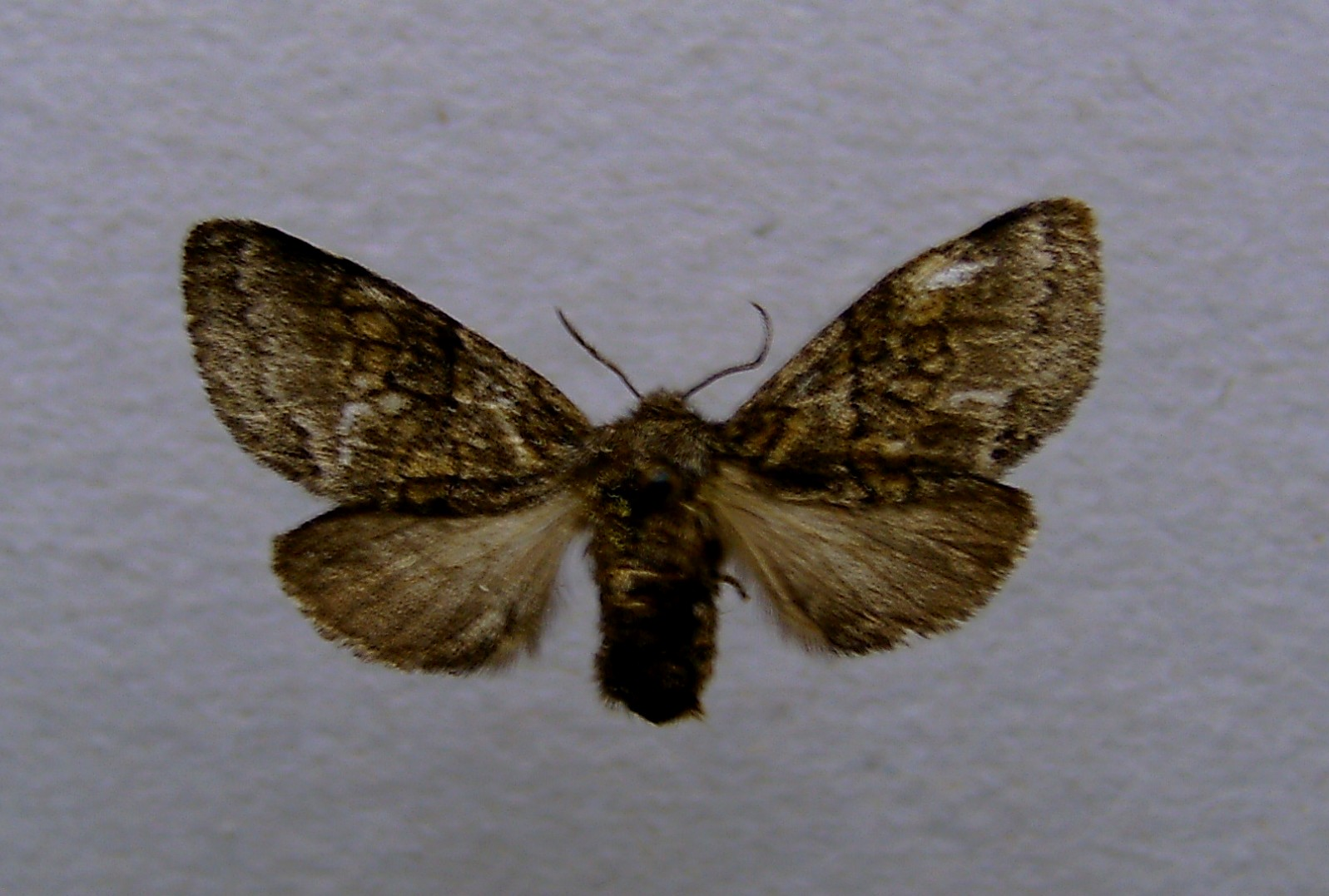